# Stalowy Szczur
Stalowy Szczur (ang. The Stainless Steel Rat) – cykl powieści fantastycznonaukowych amerykańskiego pisarza Harry’ego Harrisona, których bohaterem jest James Bolivar DiGriz, alias "Slippery Jim" (Śliski Jim) lub "The Stainless Steel Rat" (Stalowy Szczur), niepokonany kosmiczny przestępca działający jako agent Korpusu Specjalnego.
Pierwsza książka cyklu została wydana w USA w 1961, na język polski przełożył ją Jarosław Kotarski w 1990. Po raz pierwszy cykl zaczęło wydawać w latach 90. Wydawnictwo Poznańskie w serii „SF”.
Pierwsza część opowiada historię Jima di Griz o jego kłopotach z prawem w świecie „prawie bez przestępczości” oraz o tym, jak dostał się do międzyświatowej organizacji Korpusu Specjalnego. Opowiada również o jego pierwszym zadaniu dla tej agencji, którym było uratowanie świata, pokonanie Angeliny oraz zawarcie porozumienia z szefem, Inskippem.

## Seria o Stalowym Szczurze (Stainless Steel Rat) według kolejności serii
1. Narodziny Stalowego Szczura (A Stainless Steel Rat is Born, 1985) – (ISBN 0-553-27942-4), w Polsce w 1994 roku
2. Stalowy Szczur idzie do wojska (The Stainless Steel Rat Gets Drafted, 1987) – (ISBN 0-553-05220-9), w Polsce w 1994 roku
3. Stalowy Szczur śpiewa bluesa (lub Stalowy szczur czuje bluesa, The Stainless Steel Rat Sings the Blues, 1994) – (ISBN 0-553-09612-5), w Polsce w 1994 roku
4. Stalowy Szczur (The Stainless Steel Rat, 1961) – (ISBN 0-441-77924-7), w Polsce w 1990 roku
5. Zemsta Stalowego Szczura (The Stainless Steel Rat's Revenge, 1970) – (ISBN 0-441-77912-3), w Polsce w 1990 roku
6. Stalowy Szczur ocala świat (The Stainless Steel Rat Saves the World, 1972) – (ISBN 0-441-77913-1), w Polsce w 1991 roku
7. Stalowy Szczur i piąta kolumna (lub Stalowy szczur pragnie ciebie; The Stainless Steel Rat Wants You, 1978) – (ISBN 0-553-27611-5), w Polsce w 1994 roku
8. Stalowy Szczur na prezydenta (lub Stalowy szczur prezydentem; The Stainless Steel Rat for President, 1982) – (ISBN 0-553-27612-3), w Polsce w 1994 roku
9. Stalowy Szczur idzie do piekła (The Stainless Steel Rat Goes to Hell, 1996) – (ISBN 0-312-86063-3), w Polsce w 1997 roku
10. Stalowy Szczur wstępuje do cyrku (The Stainless Steel Rat Joins the Circus, 1999) – (ISBN 0-312-86934-7), w Polsce w 2000 roku
11. Powrót Stalowego Szczura (The Stainless Steel Rat Returns, 2010) – (ISBN 0-7653-2441-5)
12. Złote lata Stalowego Szczura ("The Golden Years of the Stainless Steel Rat", 1993) – (Tor 0-312-85245-2)

## Książka - napisana w stylu serii o Stalowym Szczurze
I ty możesz zostać Stalowym Szczurem (You Can Be the Stainless Steel Rat, 1985) – (ISBN 0-441-94978-9), w Polsce w 1995 roku

## Komiksy
- The Stainless Steel Rat, 12 części, 2000 AD strony 140–151 (listopad 1979 – luty 1980).
- The Stainless Steel Rat Saves the World, 12 części, 2000 AD strony 166-177 (czerwiec–wrzesień 1980).
- The Stainless Steel Rat Saves the World, 12 części, 2000 AD strony 166–177 (czerwiec–wrzesień 1980)

Wszystkie części zostały zebrane i wydrukowane w wersji papierowej w lipcu 2010 (ISBN 1-906735-51-4).